# アステリア地域
アステリア地域（アステリアちいき、英: Asteria Regio）は、金星の地域の地名である。
直径1,137km、南東はポイベ地域と境を接している、ヘカテー谷四辺形に位置する、名前はギリシア神話の女神アステリアーに由来する。